# Blauer Morphofalter

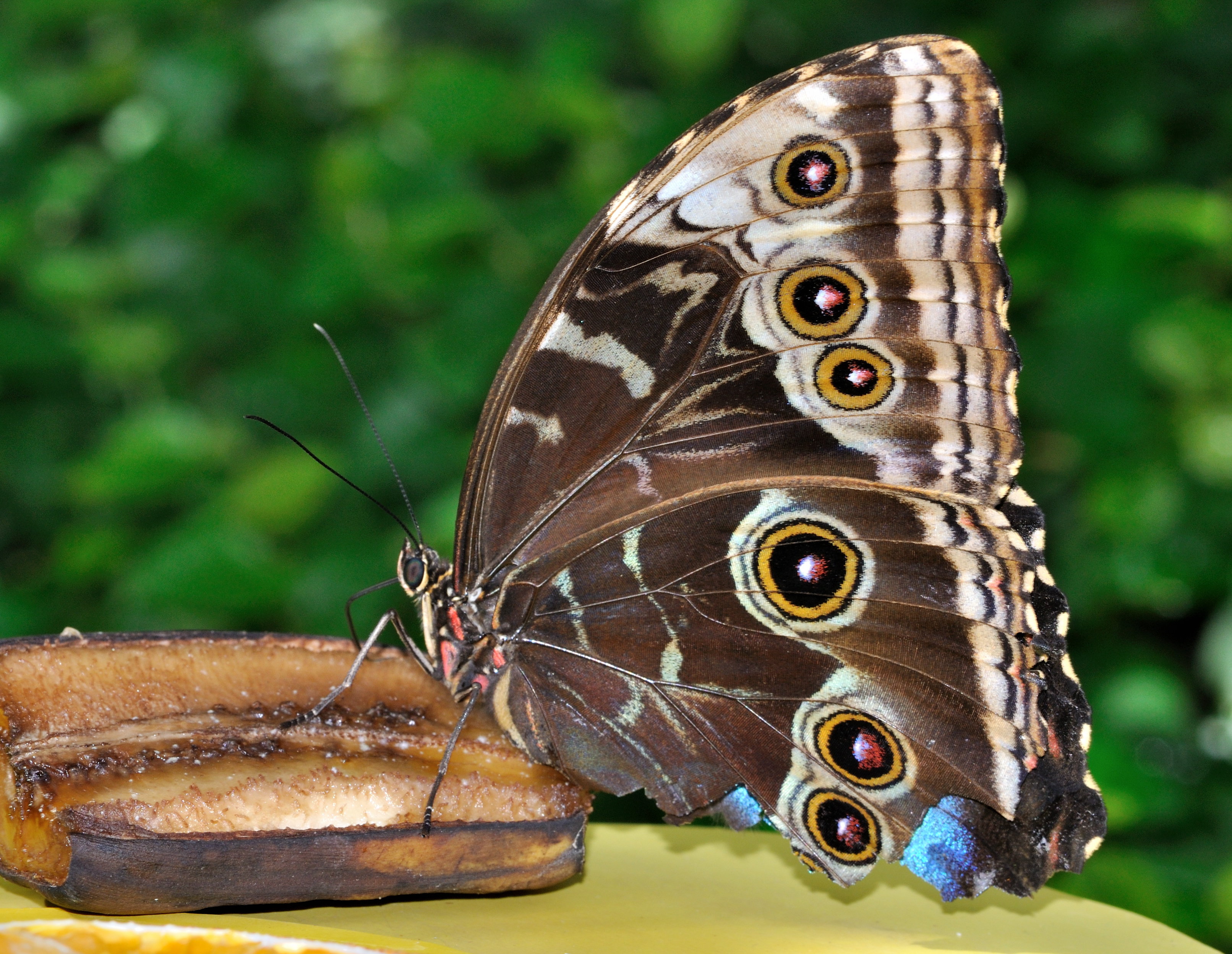
Unterseite mit Augenflecken

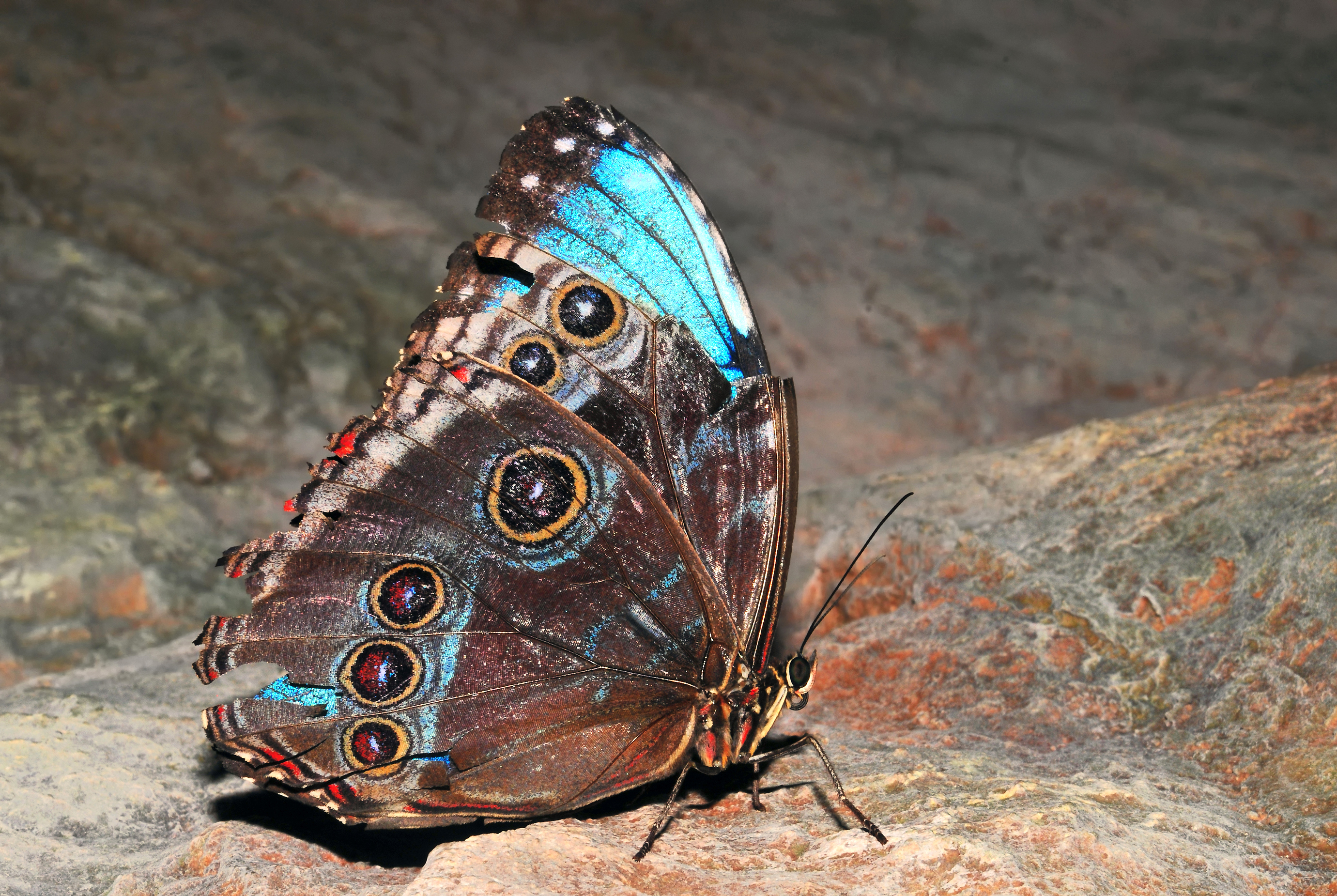
Verletzter Blauer Morphofalter

Der Blaue Morphofalter (Morpho peleides) oder Himmelsfalter ist ein Schmetterling aus der Familie der Edelfalter (Nymphalidae).

## Beschreibung
Die Falter erreichen eine Flügelspannweite von 95 bis 120 Millimetern. Sie haben leuchtend blaue Flügeloberseiten. Das Blau entsteht durch Interferenz des Lichts auf den Tannenbaum-artig aufgebauten Schuppen der Flügel und nicht durch Pigmente.    
Bei den Weibchen ist das Blau nicht so kräftig. Die Vorderkanten der Vorderflügel und die Außenränder von Vorder- und Hinterflügel sind schwarz. Die Unterseiten der Flügel sind braun mit gewellten weißen Streifen und gelb umrandeten Augenflecken von denen sich vier auf dem Hinterflügel und drei auf dem Vorderflügel befinden.

## Vorkommen
Der Morphofalter kommt in der Nähe von Waldrändern bzw. Waldwegen sowie auf Plantagen des tropischen Regenwaldes Mexikos, Mittelamerikas, des nördlichen Südamerika und Trinidads sowie anderer westindischer Inseln vor. Man findet ihn bis auf 1.400 Meter Seehöhe.

## Lebensweise
Die Falter saugen an gärenden Früchten. Sie fliegen an offenen Stellen in den Wäldern, wie z. B. entlang von Flüssen, Straßen und Wegen, wobei ihr Flug sehr schnell und kräftig ist. Die Weibchen fliegen besonders um die Mittagszeit. Sie legen ihre Eier auf der Blattoberseite der Futterpflanzen ab. Die daraus schlüpfenden  Raupen sind gelb und rot gepunktet und erreichen eine Länge von bis zu 90 Millimetern. Ihre Kopfkapsel ist behaart. Die Entwicklungszeit dauert etwa vier Monate (durchschnittlich 115 Tage).

### Nahrung der Raupen
Die Raupen ernähren sich von Schmetterlingsblütern (Fabales), besonders von Pflanzen der Gattungen Mucuna, Lonchocarpus und Pterocarpus.

## Status
In der Regel ist die Art häufig, sie wird nur durch den Verlust ihres Lebensraumes und die verstärkte Bejagung durch Sammler bedroht.